# Nutazione

In verde la rotazione, in blu la precessione, in rosso la nutazione

La nutazione è il moto di oscillazione (etimologicamente significa in latino classico "un cenno del capo") dell'asse di rotazione di un oggetto, che si manifesta in combinazione con un moto di precessione.
Questo moto è dovuto al fatto che il momento angolare della precessione si somma a quello della rotazione: perciò il momento angolare risultante non è esattamente diretto lungo l'asse di simmetria dell'oggetto rotante. Questo provoca un'oscillazione di tale asse nella direzione trasversale al moto di precessione e, in conseguenza di questo, anche una lieve variazione periodica della velocità angolare di precessione. L'ampiezza della nutazione è proporzionale al rapporto tra la velocità angolare di precessione e quella di rotazione.
La nutazione si osserva ad esempio nel moto della trottola: man mano che essa rallenta la sua rotazione il suo asse oscilla via via più marcatamente, finché la trottola cade.

## Nutazione della Terra
Il moto di nutazione si osserva anche per i pianeti, tra cui la Terra, in combinazione con la precessione degli equinozi. I moti di precessione e nutazione terrestre sono causati dalla forza di marea esercitata dal Sole e dalla Luna (per gli altri pianeti del sistema solare vi è solo l'influsso del Sole, poiché nessuno ha un satellite di dimensioni paragonabili alle proprie, come invece accade per la Terra e la Luna). Questi moti non sono perfettamente regolari, perché la Luna e il Sole non si trovano sempre nello stesso piano e si muovono l'una rispetto all'altro, causando una variazione continua della forza agente sulla Terra.
La nutazione dell'asse terrestre fu scoperta da Bradley nel 1728, ma venne spiegata solo 20 anni dopo tale scoperta.
Poiché le dinamiche dei pianeti sono molto ben conosciute, si riesce a calcolare la nutazione con una precisione di secondi d'arco su un periodo di molti decenni. Però per quanto riguarda la Terra è presente anche un altro effetto: la polodia, che disturba tale movimento e che può essere estrapolato solo con alcuni mesi di anticipo; tale movimento è determinato da azioni che possono variare in modo molto veloce e imprevedibile come: le correnti dell'oceano, le correnti dei venti e i movimenti del nucleo terrestre.
I valori della nutazione sono solitamente suddivisi nei componenti paralleli e perpendicolari all'eclittica. Il componente parallelo all'eclittica è detto nutazione longitudinale, quello perpendicolare è la nutazione obliqua.
I sistemi di coordinate celesti sono basati su di un equatore e un equinozio: il primo può essere immaginato come un enorme cerchio nel cielo originato dalla proiezione verso l'esterno dell'equatore terrestre; il secondo è una linea (quella dell'equinozio di primavera) che, intersecando questo cerchio, determina il punto di partenza per la misurazione dell'ascensione retta. Questi due riferimenti sono entrambi influenzati dalla precessione degli equinozi e dalla nutazione: quindi, dipendono dalle teorie applicate alla precessione e alla nutazione e dalla data usata come riferimento per il sistema di coordinate. In parole povere, i valori della nutazione (e della precessione) sono importanti nell'osservazione dalla Terra per il calcolo della posizione apparente dei corpi celesti.
Per quanto riguarda la Terra, la componente maggiore della nutazione terrestre ha un periodo di 18,6 anni, lo stesso della precessione della linea dei nodi della Luna. Inoltre, a seconda della precisione di calcolo richiesta, ci sono altri componenti periodiche significative che devono essere considerate. Una descrizione matematica (sotto forma di sistema di equazioni) che rappresenti la nutazione è detta una "teoria della nutazione". In generale, la teoria corrisponde esattamente alle leggi fisiche e alle misurazioni astronomiche; tuttavia, può essere utile correggere empiricamente alcuni parametri in modo da trovare una migliore corrispondenza sperimentale. La semplice applicazione delle leggi della meccanica del corpo rigido non dà i risultati migliori; infatti, bisogna tenere conto delle deformazioni della Terra.

## Valori
Il termine principale della nutazione è dovuto alla regressione della linea dei nodi della Luna e ha lo stesso periodo di 6798 giorni (18,6 anni). La componente longitudinale ha un'ampiezza di 17" e quella obliqua di 9". Tutti gli altri termini sono molto più piccoli. Il successivo termine più grande, con un periodo di 183 giorni (0,5 anni) ha ampiezze di 1,3" e 0,6" rispettivamente. Il periodo di tutti i termini maggiori di 0,0001" (all'incirca la massima accuratezza misurabile), compreso tra 5,5 e 6798 giorni, non presenta valori nell'intervallo da 34,8 a 91 giorni. Si usa perciò suddividere la nutazione in termini a lungo periodo e a breve periodo. I termini a lungo periodo sono calcolati e riportati negli almanacchi, mentre la correzione addizionale dovuta ai termini a breve periodo è di solito presa da una tabella.